# 第91屆國家評論協會獎
第91屆美國國家評論協會，表揚在2019年的最佳電影作品，頒獎日期為2019年12月4日。

## 十大佳片
- 《1917》
- 《愛爾蘭人》
- 《賽道狂人》
- 《我叫多麥特》
- 《兔嘲男孩 》
- 《鋒迴路轉》
- 《從前，有個好萊塢》
- 《婚姻故事》
- 《李察·朱威爾事件》
- 《浪潮》
- 《原鑽》

最佳影片：
《愛爾蘭人》
最佳導演：
《從前，有個好萊塢》Quentin Tarantino
最佳男主角：
《原鑽》Adam Sandler
最佳女主角：
《茱蒂》Renée Zellweger
最佳男配角：
《從前，有個好萊塢》Brad Pitt
最佳女配角：
《李察·朱威爾事件》Kathy Bates
最佳原創劇本：
《原鑽》Josh Safdie, Benny Safdie, Ronald Bronstein
最佳改編劇本：
《愛爾蘭人》Steven Zaillian
突破演出：
《李察朱威爾事件》Paul Walter Hauser
最佳導演處女作：
《皇后與瘦子》Melina Matsoukas
最佳動畫長片：
《馴龍高手3》
最佳外語片：
《寄生上流》｜韓國
最佳紀錄片：
《航海女神船》
最佳整體演出：
《鋒迴路轉》
傑出成就攝影獎：
《1917》Roger Deakins
NBR 指標獎：
Martin Scorsese, Robert De Niro, Al Pacino
NBR 言論自由獎：
《親愛的薩瑪》
《不完美的正義》
年度 5 大紀錄片：
《美國工廠》
《阿波羅11號》
《黑人音樂教父》
《搖滾時事諷刺劇：馬丁·史柯西斯詮釋巴布·狄倫的故事》
《Wrestle》
年度 10 大獨立電影：
《別告訴她》
《Give Me Liberty》
《隱藏的生活》
《茱蒂》
《舊金山的最後一個黑人》
《仲夏魘》
《夜鶯的哭聲》
《花生醬獵鷹的願望》
《紀念我們的相愛時光》
《鏗鏘玫瑰》
年度 5 大外語片：
《大西洋》
《她們的隱形生活》
《痛苦與榮耀》
《燃燒女子的畫像》
《過境情謎》